# Biblioteca Nacional de Medicina dos Estados Unidos

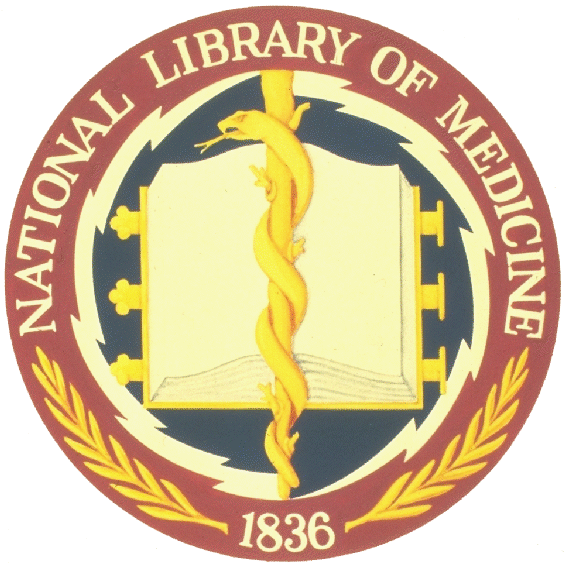
Selo oficial da biblioteca, desenhado pelo Instituto de Heráldica do Exército.

A Biblioteca Nacional de Medicina dos Estados Unidos (em inglês:  United States National Library of Medicine, NLM), operada pelo governo federal dos Estados Unidos, é a maior biblioteca médica do mundo. As coleções da Biblioteca Nacional de Medicina incluem mais de sete milhões de livros, revistas, relatórios técnicos, manuscritos, microfilmes, fotografias e imagens sobre medicina e ciências afins, incluindo algumas das mais antigas e raras obras do mundo.
Desde 1879, a NLM publica o Index Medicus, um guia mensal com quase cinco mil artigos em periódicos selecionados. A última versão do Index Medicus foi impressa em dezembro de 2004, mas esta informação é oferecida no livremente acessível PubMed.